# NOL5A
La proteína nucleolar 56 es una proteína que en humanos está codificada por el gen NOP56.
Nop56p es una proteína nucleolar de levadura que forma parte de un complejo con las proteínas nucleolares Nop58p y fibrillarina. Nop56p se requiere para el ensamblaje de la subunidad ribosómica 60S y está involucrado en el procesamiento de pre-rRNA. La proteína codificada por este gen es similar en secuencia a Nop56p y también se encuentra en el nucleolo. Se han encontrado múltiples variantes de transcripción que codifican varias isoformas diferentes para este gen, pero no se ha determinado la naturaleza completa de la mayoría de ellas.